# Volkswagen Apollo
La Volkswagen Apollo est une automobile vendue au Brésil de 1990 à 1992, quand le groupe Volkswagen et la Ford Motor Company partageaient des modèles en commun en Amérique du Sud au sein d'une coentreprise appelée AutoLatina.
Il s'agissait d'une version rebadgée de la Ford Verona brésilienne, une berline deux portes basée sur la Ford Orion européenne.
Elle sera remplacée par la Volkswagen Logus, qui était également basée sur la Ford Orion.

## Moteurs
L'Apollo était disponible seulement avec le moteur 1,8 litre Volkswagen. Il existait également une version 1,6 litre avec le « moteur CHT Ford » qui est un « moteur Cléon-Fonte » Renault produit par Ford sous licence Renault, disponible uniquement sur la version LX de la Ford Verona. Une plainte courante de la part des clients concernait l'utilisation d'une tringlerie de boîte de vitesses au lieu de la traditionnelle commande par câble.

## Versions
L'Apollo existait en version GL ou GLS, ainsi qu'en une version spéciale VIP, en version essence ou éthanol.

## Annexe